# Guilty Pleasures
Guilty Pleasures (с англ. — «Виновные в удовольствии») — альбом Барбры Стрейзанд в дуэте с Барри Гиббом выпущенный в сентябре 2005 года. Это продолжение к альбому Стрейзанд 1980 года, Guilty (с англ. — «Виновные»), который также был записан в сотрудничестве с Барри Гиббом.

## Список композиций
1. Come Tomorrow с Барри Гиббом (Эшли Гибб, Барри Гибб) – 5:01
2. Stranger In A Strange Land (Эшли Гибб, Барри Гибб, Стивен Гибб) – 4:50
3. Hideaway (Эшли Гибб, Барри Гибб) – 4:14
4. It's Up To You (Эшли Гибб, Барри Гибб) – 3:32
5. Night Of My Life (Э. Гибб, Б. Гибб) – 4:01
6. Above The Law с Барри Гиббом (Эшли Гибб, Барри Гибб, Стивен Гибб, Б. Стрейзанд) – 4:27
7. Without Your Love (Эшли Гибб, Барри Гибб) – 3:48
8. All The Children (Эшли Гибб, Барри Гибб, Стивен Гибб) – 5:14
9. Golden Dawn (Эшли Гибб, Барри Гибб, Стивен Гибб) – 4:40
10. (Our Love) Don't Throw It All Away (Барри Гибб, Блу Уивер) – 4:01
11. Letting Go (Джордж Битцер, Барри Гибб) – 3:53